# 蔡明里
蔡明里（1969年8月8日—），台灣體育主播，曾任緯來體育台主播組組長，主要轉播中華職棒、日本職棒讀賣巨人隊主場賽事及三級棒球等體育賽事，退休後轉型成為YouTuber，經營YouTube頻道「蔡明里團長」。

## 經歷
- 中華職棒聯盟播報組（1993年）
- 歡樂無線台主播（1994年～1996年）
- 緯來體育台主播（1997年～2021年）
- 緯來體育台主播組組長（2001年～2021年）

## 言論
2013年10月13日，中華職棒兄弟象對統一獅的比賽中，蔡明里看見場邊象迷「明年相約拋彩帶」的看板後，說出呼籲收好門票言論，引發球迷間討論兄弟象是否將易手。有認為是在影射兄弟象將轉賣或解散，也有認為僅是要球迷珍惜球季最後一場比賽。當天稍晚，兄弟象領隊洪芸鈴否認球隊將解散或轉賣，並批評蔡明里身為主播，沒有立場對球隊經營表示意見，也不該做出影射。不過6天後，10月19日的記者會上，兄弟象隊董事長洪瑞河正式宣布轉賣球隊。12月3日，公布由中國信託銀行贊助的華翼育樂公司接手兄弟象。
2024年8月19日，於其個人YouTube頻道「蔡明里團長」直播中，宣稱韓國職棒起亞虎啦啦隊人氣成員李珠珢有望在明年賽季「來台發展」，引發各界高度關注。對此，不少球迷推測可能成為新東家的富邦悍將球團隨後對外發表聲明澄清「針對市場傳言不予評論」。然由於李仍有合約在身，因此YouTube頻道下方不少留言指其行為不妥、不負責任等。

## 外部連結
- 運動摩人-蔡明里9.01c(蔡明里的網誌)
- 蔡明里之團長最後的逆襲 （页面存档备份，存于）(蔡明里的噗浪)
- 蔡明里團長的Facebook專頁
- YouTube上的蔡明里團長頻道

- 蔡明里在台灣棒球維基館上的頁面（繁體中文）